# Rodésia (região)

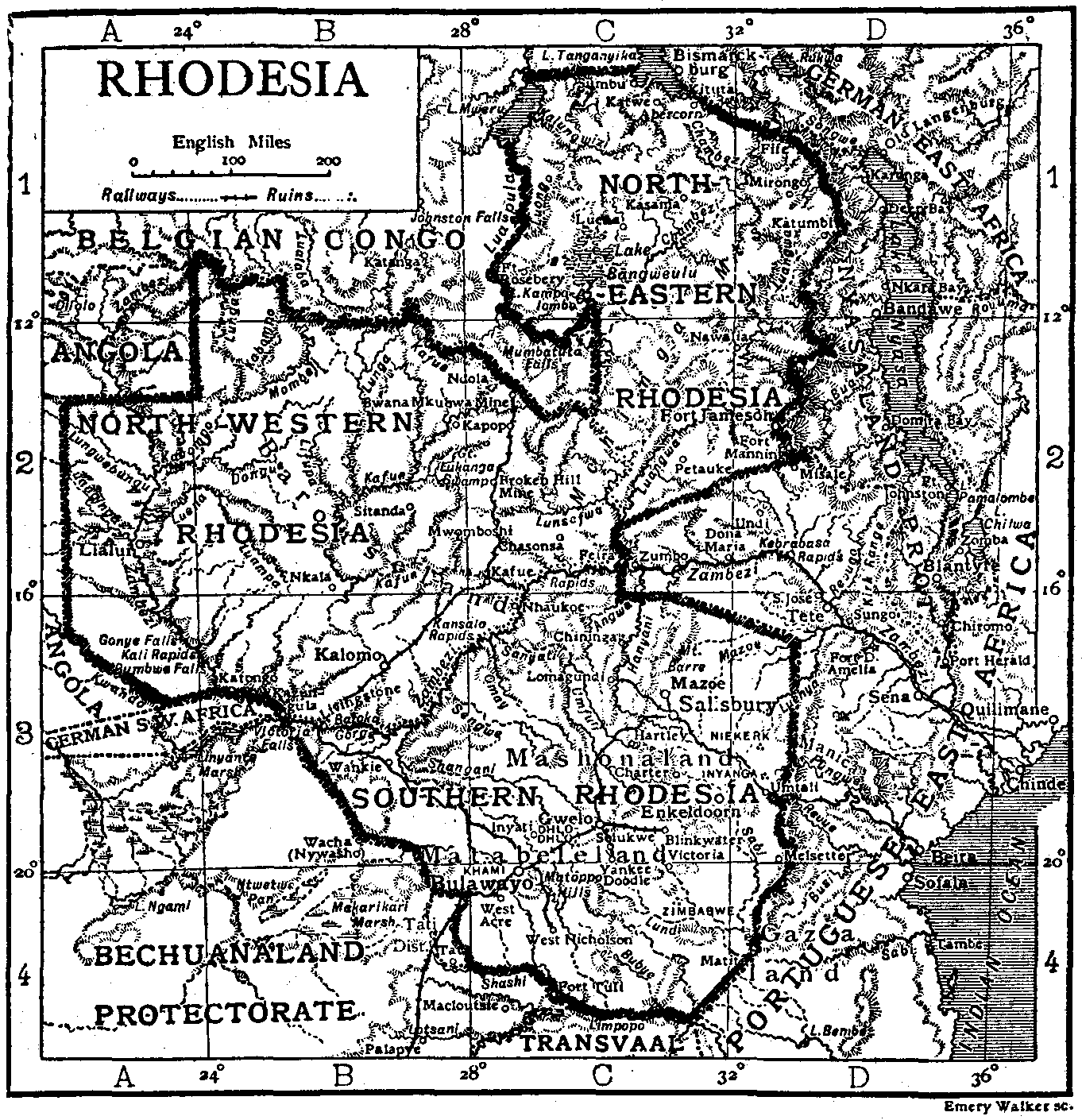
«Rhodesia», como mostrada na Encyclopædia Britannica de 1911, distinguindo a «Rodésia do Nordeste», «Rodésia do Noroeste», (logo unificadas como Rodésia do Norte) e Rodésia do Sul.

Rodésia era o nome utilizado durante a colonização da África a uma região do interior da África austral, sem litoral, cuja colonização inicial se deveu a Cecil Rhodes; embora ele tivesse chamado Zambezia a essa região (que é atravessada pelo rio Zambeze), mais tarde ela foi assim rebatizada.
A Rodésia original surgiu em 1888 quando Cecil Rhodes, através de sua empresa - Companhia Britânica da África do Sul, conseguiu direitos de mineração na região. A concessão foi dada através do Tratado Moffat e a Concessão Rudd, assinado com o rei Lobengula dos matabeles.
Em 1911, a Rodésia foi separada em dois protetorados, a Rodésia do Norte (atual Zâmbia) e a Rodésia do Sul (atual Zimbábue). Em 1953, as duas Rodésias e o Protetorado da Niassalândia (atual Maláui) formaram uma federação chamada Federação da Rodésia e Niassalândia, que durou até 1963, quando os três Estados voltaram a ser distintos entre si. Em 1965, a Rodésia do Sul declarou unilateralmente a independência, voltando a ser conhecida novamente pelo nome de Rodésia ou República da Rodésia.
O governo da República da Rodésia era dominado pela minoria branca. Após uma longa guerra civil entre o governo branco e duas organizações guerrilheiras africanas (ZIPRA e ZANLA), em 1979 o Reino Unido reassumiu o controle por um pequeno espaço de tempo, estabelecendo a dominação da Zimbábue-Rodésia, que, finalmente, em 1980, passou a ser o Estado independente do Zimbábue.